# Karol Gomoliński
Karol Sariusz Gomoliński herbu Jelita (ur. 1696, zm. 22 listopada 1784 w Krośniewicach) – polski sędzia, podkomorzy łęczycki.

## Życiorys
Zasłynął ze sprawiedliwych wyroków, które wydawał po wnikliwym zapoznaniu się ze sprawą. Ze względu na częste opowiadanie się po stronie pokrzywdzonych niższych stanów nazywano go „sędzią wdów i sierot”. Rozstrzygnięcia jego rzadko były uchylane i mało kto się od nich odwoływał.
Był miecznikiem łęczyckim w czasach Augusta II, w czasach Stanisława Leszczyńskiego awansował na podczaszego i chorążego (w 1744). Od 1749 był sędzią grodzkim, a w 1757 został mianowany podkomorzym. Poseł województwa łęczyckiego na sejm konwokacyjny 1764 roku. Był członkiem konfederacji generalnej 1764 roku. Dalszych awansów nie chciał, a nawet wprost odmawiał królowi i Radzie Nieustającej nominacji na wojewodę łęczyckiego (w 1775).
Nie brał udziału w elekcjach Stanisława Leszczyńskiego ani Augusta III, natomiast podpisał elekcję Stanisława Augusta. Brał czynny udział w sejmach w 1735, 1746, 1764. Konsyliarz konfederacji Czartoryskich w 1764 roku.
Unikał zaszczytów, przyjął tylko Order św. Stanisława od Stanisława Augusta oraz przywilej urządzania jarmarków w Krośniewicach (których był właścicielem) od tego samego króla.
Na starość dużo czasu spędzał w klasztorze bernardynów w Łęczycy. Tamże został pochowany po śmierci w 1784.
Karol Gomoliński w roku 1736 poślubił w Piątku Helenę Pokrzywnicką herbu Grzymała, miał z nią syna Ignacego (był konsyliarzem konfederacji łęczyckiej i instygatorem koronnym) oraz córki Józefatę i Mariannę.